# Flora (divinità)

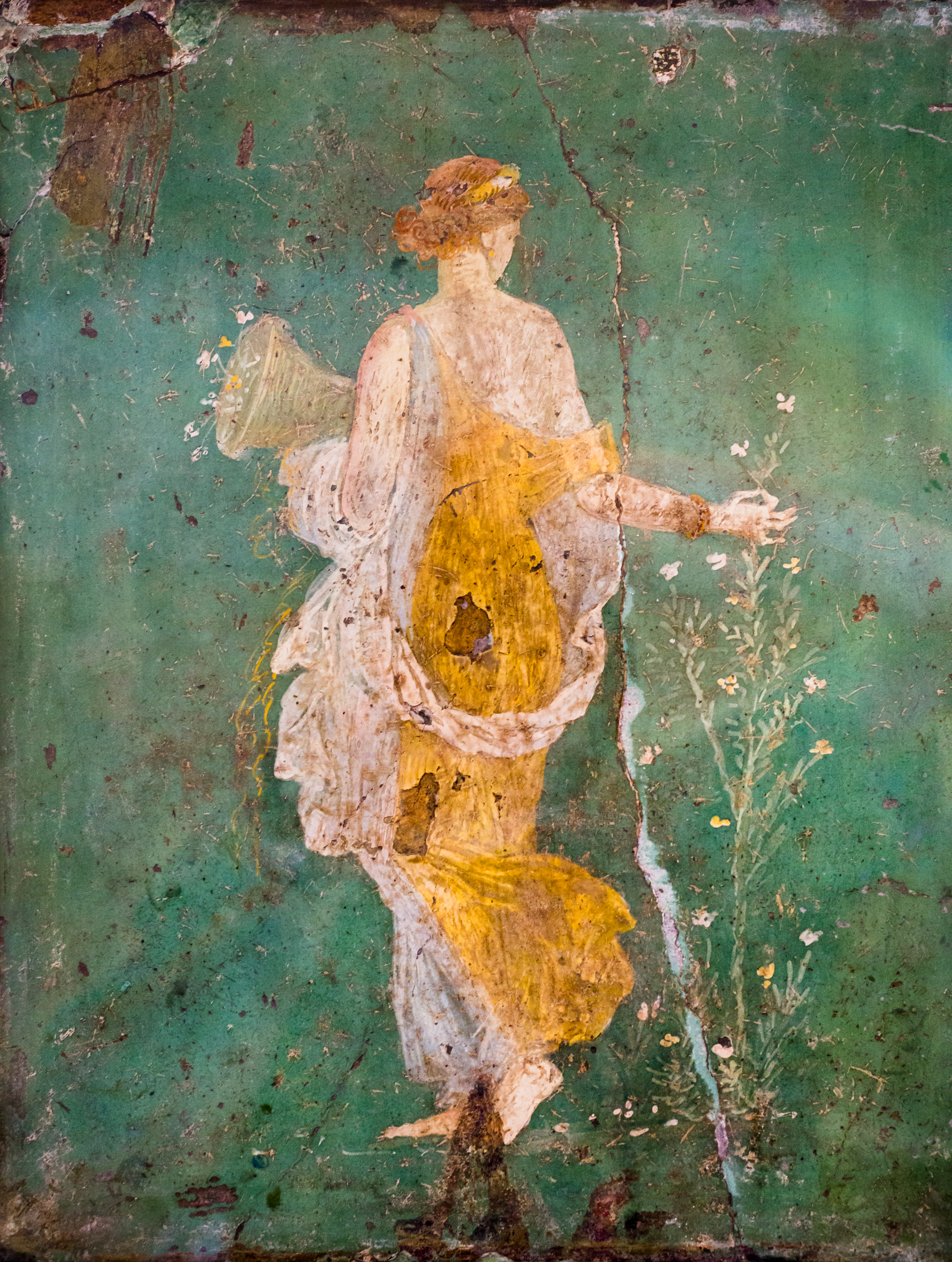
Cosiddetta Flora, affresco romano da Villa Arianna a Stabia, I secolo.

Flora è la dea romana e italica della fioritura dei cereali e delle altre piante utili all'alimentazione, compresi vigneti e alberi da frutto. Col tempo venne intesa come dea della primavera.

## Generalità
Il nome deriva dal latino flos, floris ("fiore"). Secondo Marco Varrone, Tito Tazio aveva introdotto a Roma Flora e altre divinità e ad ognuna di esse aveva costruito un sacello sul Quirinale. Il Tempio di Flora si trovava nei pressi dell'attuale piazza Barberini.
A Roma il suo culto pubblico era curato dal flamine floreale, uno dei dodici flamini minori. Flora, inoltre, è tra le divinità che venivano invocate dai fratelli Arvali nelle loro cerimonie.
Dal 28 aprile al 3 maggio di ogni anno, momento critico della fioritura delle messi, si svolgevano i Ludi Floreales o più semplicemente Floralia, feste dedicate alla dea, nelle quali abbondavano i divertimenti. Il più tipico era la partecipazione di mimae, la cui esibizione si concludeva con la nudatio mimarum anticipatrice dei futuri spogliarelli. Il carattere annuale della festa fu decretato nell'anno dei consoli Lucio Postumio Albino e Marco Popilio Lenate (173 a.C.). Alla Dea Flora è dedicata la fondazione della città di Firenze, la Florentia Romana.
Nel 17, l'imperatore Tiberio consacrò il tempio a Flora presso il Circo Massimo, ricostruito sulle rovine di quello precedentemente innalzato dagli edili Lucio e Marco Publicio.
Secondo Georges Dumézil, la presenza di Flora presso altri popoli italici, l'esistenza del flamine di Flora e la sua invocazione presso i fratelli Arvali, sarebbero tutti indizi della sua antichità. Flora era anche la patrona della fazione dei "verdi" (uirides o prasini) nelle corse del Circo.

## Flora nella letteratura e nell'arte
Il poeta romano Ovidio opera nei Fasti una fusione tra la leggenda greca di Clori e la tradizione italica di Flora. L'espediente letterario è quello della teofania, già usato altre volte: dopo l'invocazione del poeta, la divinità si manifesta e parla di sé stessa rivelando la sua natura e le cause della sua festa. La dea dichiara di essere la ninfa Clori, sposa di Zefiro, e che la pronuncia latina ha modificato la lettera iniziale "c" del nome in una "f". Ovidio crea in questo contesto anche la nascita di Marte/Ares da Giunone/Hera grazie a un fiore particolare colto dalla stessa Flora/Clori, evento forse ricalcato sulla nascita di Efesto narrata da Esiodo nella Teogonia. Sulla scorta di quanto scrisse Ovidio (Metamorfosi, libro XIII) Johann Heinrich Dierbach volle avanzare un'ipotesi sull'identità della pianta nata dal sangue di Aci, secondo l'autore cara alla dea Flora; egli credette di poterla identificare con il Giunco fiorito, Butomus umbellatus L., che cresce appunto nei pressi dei corsi d'acqua.

### Flora secondo Lattanzio
Lo scrittore cristiano Lattanzio con l'intento di denigrare la religione romana, sostenne che Flora fosse stata una meretrice che aveva lasciato il proprio patrimonio in eredità al popolo romano, il quale per riconoscenza avrebbe istituito i Floralia. In realtà Lattanzio, nell'intento di spiegare e condannare la licenziosità della festa, confuse la storia di Acca Larenzia con la leggenda di Clori raccontata da Ovidio nei Fasti.

### Flora al di fuori di Roma
Flora era presente anche presso altri popoli italici. Sia i Sabini che i Vestini avevano un mese dedicato a Flora, che corrispondeva al nostro luglio nel caso dei Vestini mentre è ignota la corrispondenza nel caso dei Sabini. La dea si trova anche presso i Sanniti dove viene menzionata nella Tavola di Agnone con il nome indigeno di Fluusai Kerriiai, vale a dire "Flora di Cerere". Questo stretto legame tra le due dee sembra sia esistito anche a Roma, dove Flora sarebbe stata considerata "ministra di Cerere". Il nome di Flora figura su un cippo del templum terrestre di Bantia, e precisamente sul cippo immediatamente di fronte alla posizione dell'augure. A Pompei è attestata l'esistenza di un culto a Flora da parte del locale flamen iuventutis, vale a dire il flamine dei giovani pompeiani.

### Flora nelle epoche successive
Dopo il medioevo, durante il quale viene letta solo nel De Civitate Dei (4, 8) di Sant'Agostino d'Ippona, la dea Flora ritorna ad essere oggetto di attenzione durante il revival della cultura classica in epoca rinascimentale: Sandro Botticelli raffigura Flora in compagnia di Zefiro nella sua celebre e dibattuta Allegoria della Primavera ed essa verrà poi successivamente dipinta, sempre insieme a Zefiro, anche da Jan Brueghel il Vecchio (1617), Giambattista Tiepolo (1734) e William-Adolphe Bouguereau (1875). Tuttavia la raffigurazione più frequente di Flora è come personificazione della primavera: si vedano ad esempio la scultura di Jean-Baptiste Tuby nel parco della reggia di Versailles o il celebre dipinto di Antoine Coypel. Celebri sono inoltre la raffigurazione di Flora fatta dal pittore francese Nicolas Poussin, in cui Flora è raffigurata al centro di personaggi il cui mito è legato alla trasformazione in fiore come Giacinto, Adone e Narciso, e i trionfi di Flora dipinti da Johann Heiss (1683) e da Anton Kern (1747). Altri dipinti che ritraggono Flora come personificazione della primavera sono stati realizzati da Palma il Vecchio (1515), Francesco Melzi (1520), Tiziano (1521), Jan Metsys (1559), Johann Boeckhorst (1630 circa), Guercino (1642), Luca Giordano (1700), Rosalba Carriera (1730), Giambattista Tiepolo (in un affresco del 1736), Elizabeth Vigée-Lebrun, Arnold Böcklin (1875) e Lovis Corinth (1923). Tra gli scultori che hanno affrontato il tema, si ricordano Balthasar Permoser (in un'opera in arenaria del 1675), il celebre maestro Auguste Rodin (mezzobusto in terracotta dipinta, 1866), Aristide Maillol (bronzo, 1910) e Gerhard Marcks (bronzo del 1939). L'usanza di raffigurare donne della nobiltà o dell'alta borghesia con le sembianze di Flora, invece, è risalente al XVI secolo e si è protratta fino al XVIII secolo: il più noto ad aver lavorato a questa tematica è Rembrandt, che dipinse nelle vesti di Flora entrambe le sue mogli Saskia (in un dipinto del 1634 ed in uno del 1635) ed Hendrickje Stoffels. Vi si sono cimentati inoltre Paulus Moreelse, Francesco Trevisani e Elizabeth Luis Vigée Le Brun (che nei panni di Flora ritrasse la principessa Eudocia Ivanovna Galitzine e la contessa Urbana).
Nel XVII secolo i poeti Ben Jonson e Pedro Calderón de la Barca hanno dedicato alla trasformazione di Cloride in Flora i loro componimenti poetici; nel primo Novecento, il poeta svedese Erik Axel Karlfeldt ha intitolato a Flora due raccolte di versi, Flora och Pomona ("Flora e Pomona", 1906) e Flora och Bellona ("Flora e Bellona", 1918).

## Flora nella musica
Flora nelle vesti di Cloride è al centro di una serie di madrigali della fine del XVI secolo tra cui quelli del veneziano Leon Leoni (1591) e Luca Marenzio (1585 ca). A Flora sono inoltre dedicati la favola per musica di Marco da Gagliano e Jacopo Peri ed i balletti di Jean-Baptiste Lully e Andrea Draghi. vi è poi La Flore, pezzo per clavicembalo di Francois Couperin.
In epoca contemporanea, si segnala il brano Flora's secret della nota cantante irlandese Enya.

## Galleria d'immagini

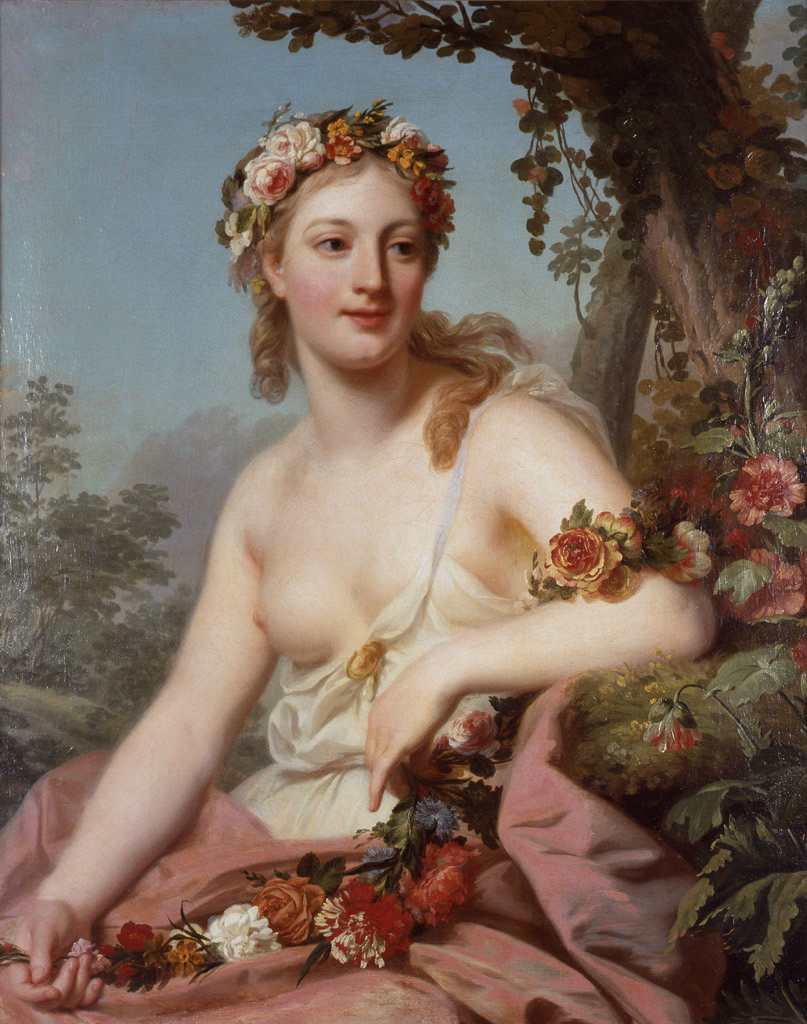
Flora, di Alexander Roslin.
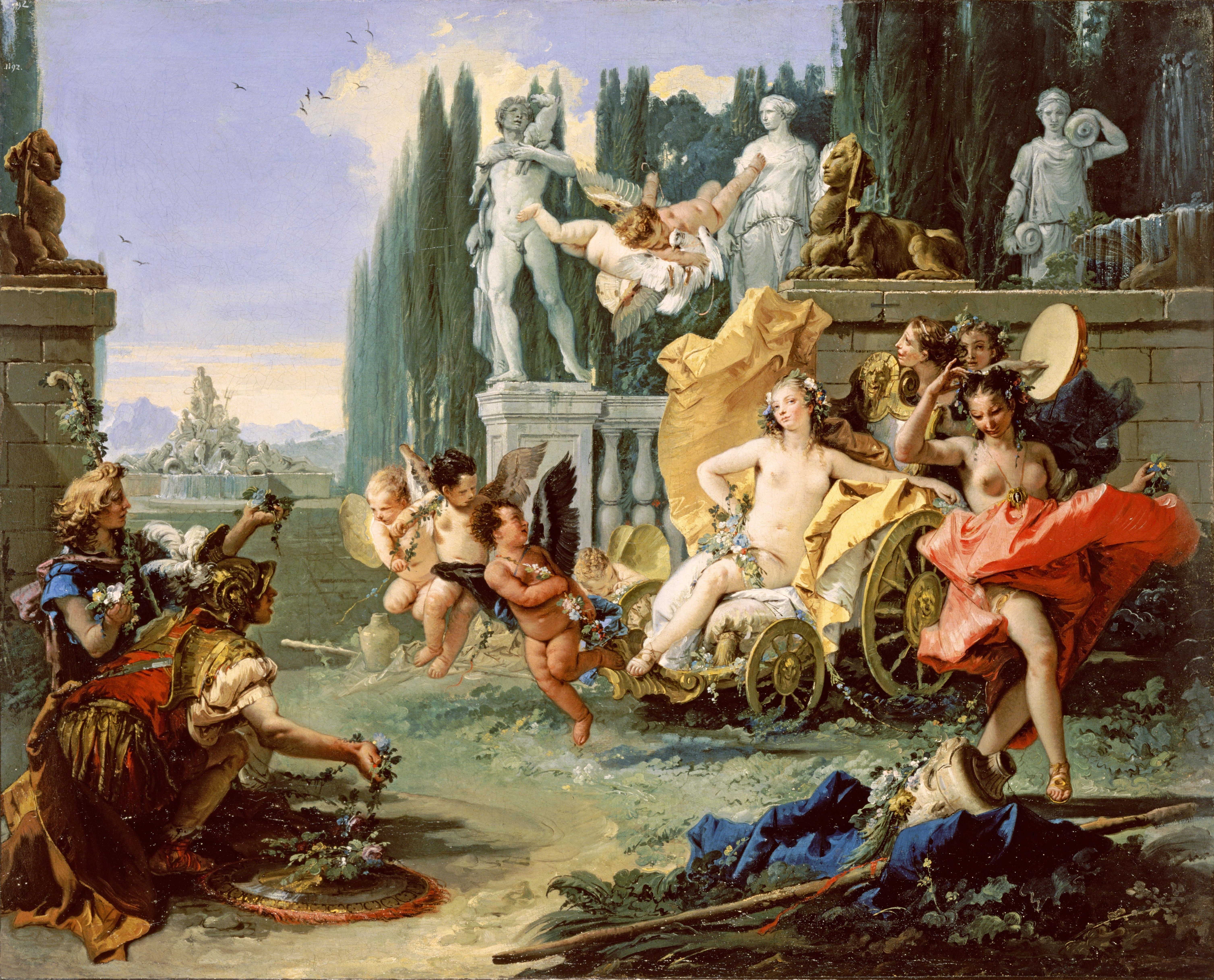
Trionfo di Flora, di Tiepolo.
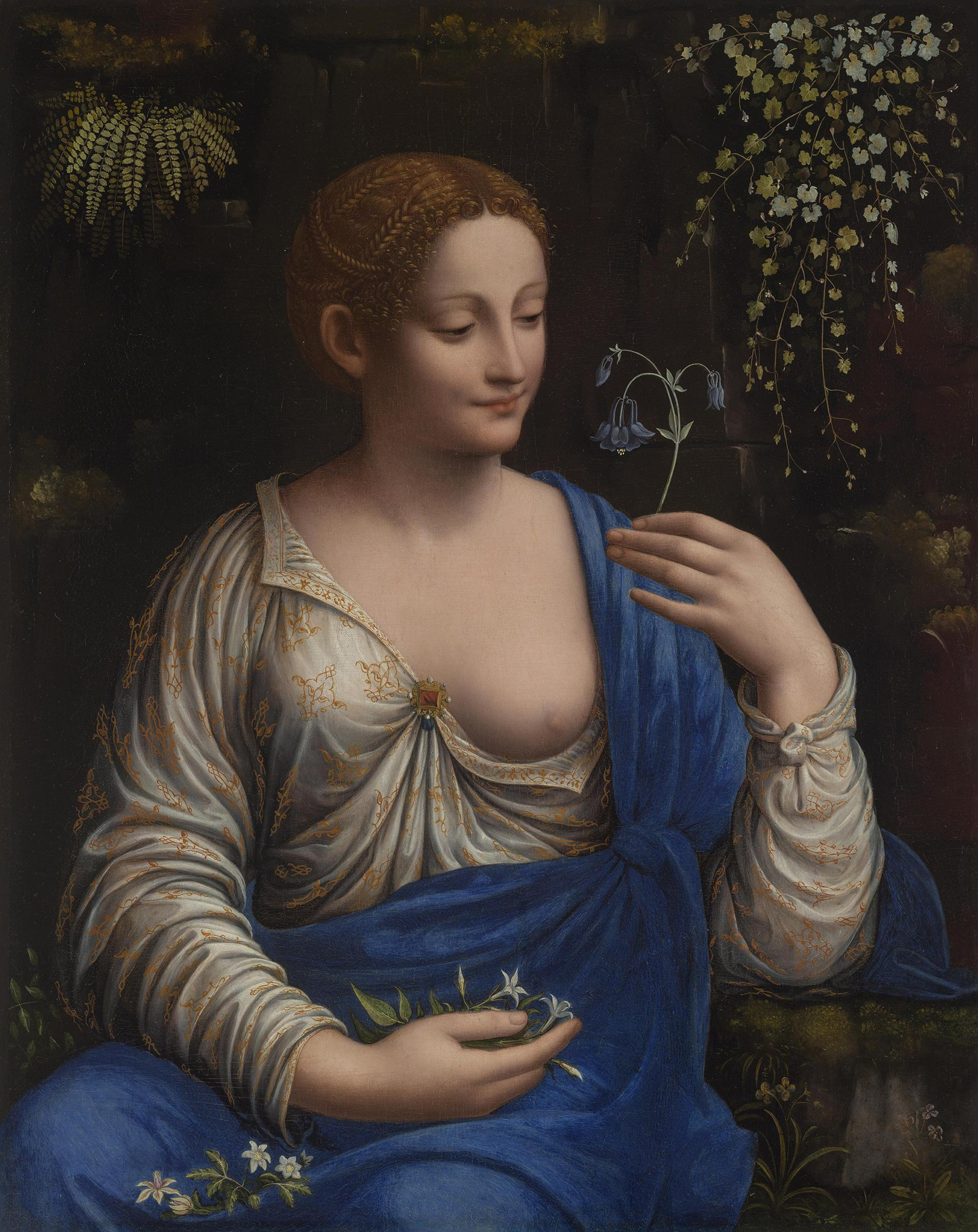
Flora, di Francesco Melzi.
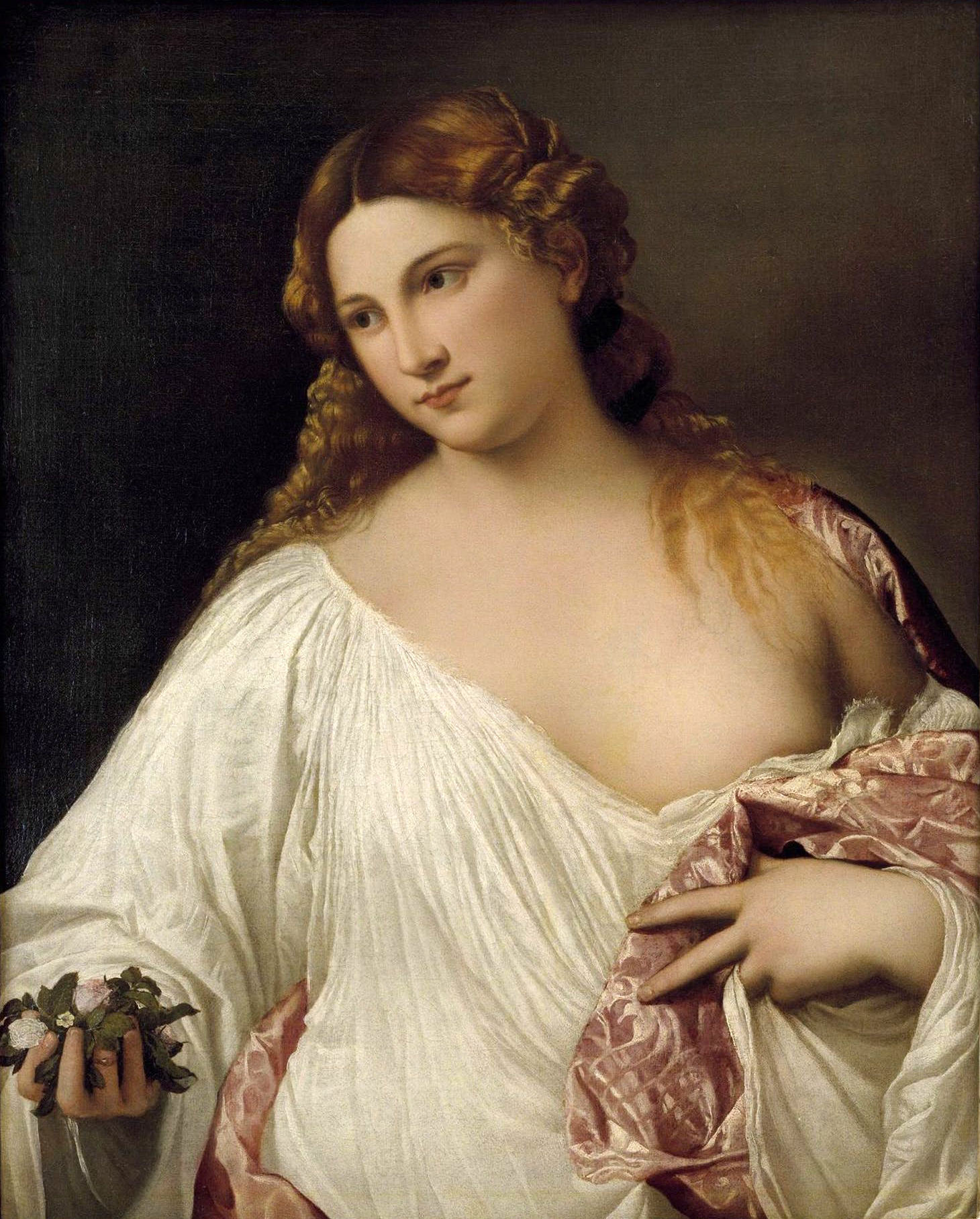
Flora, di Tiziano.
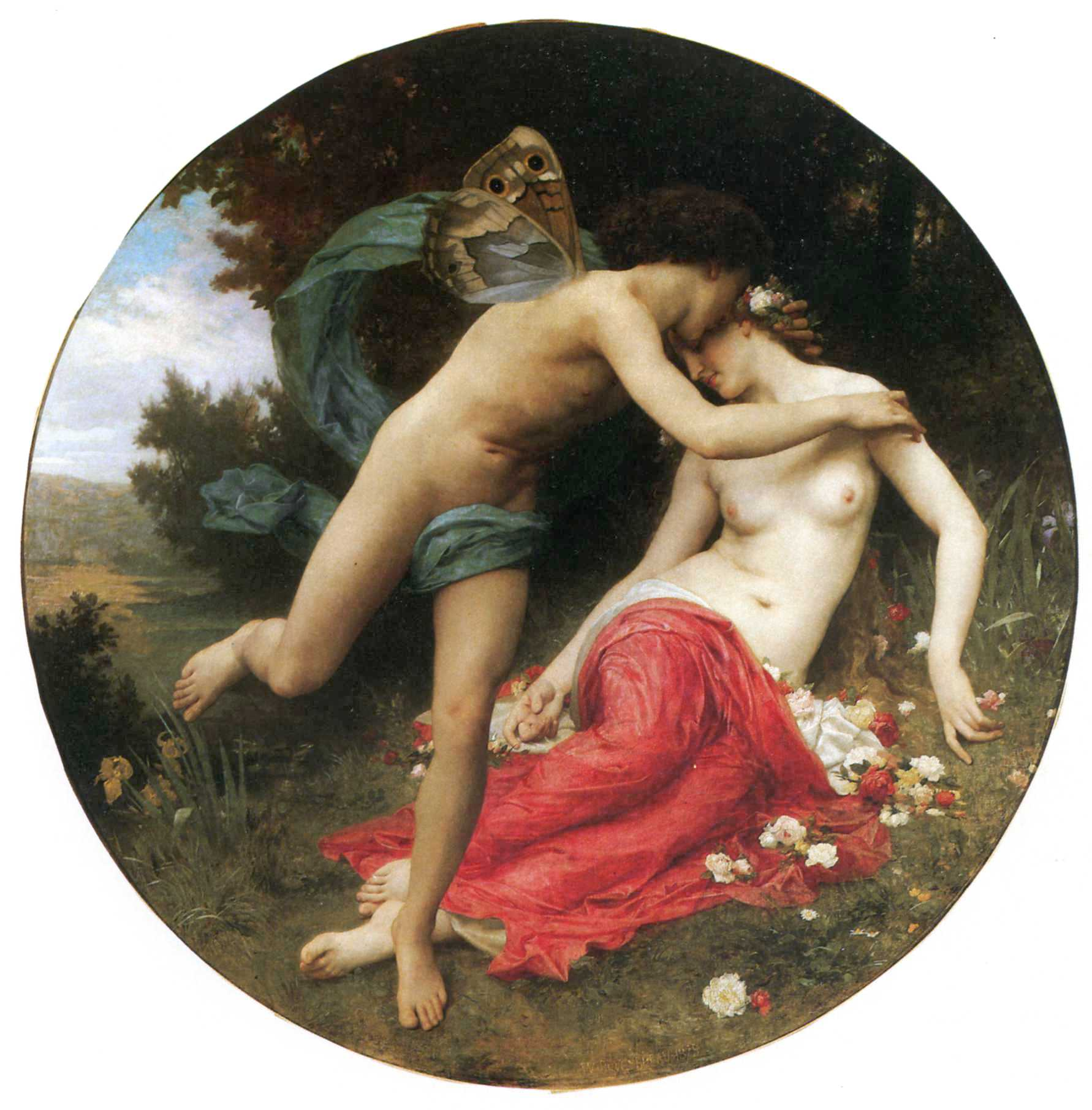
Flora e Zefiro, di William-Adolphe Bouguereau (1875).
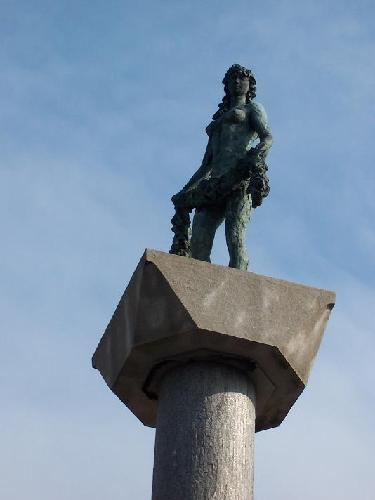
Statua della dea Flora, nella città olandese di Aalsmeer, di Teun Roosenburg (1962).
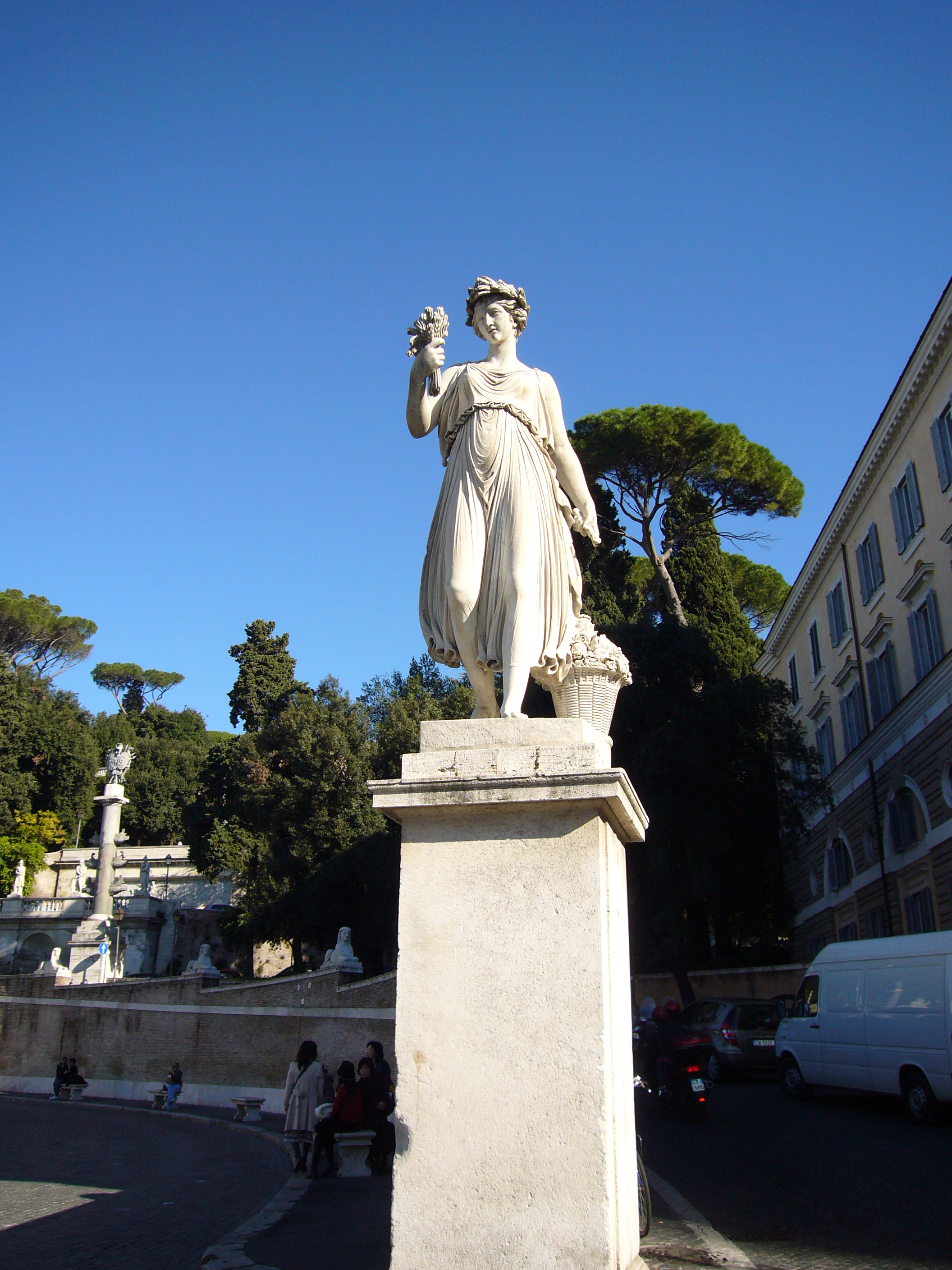
Roma, piazza del Popolo: Flora
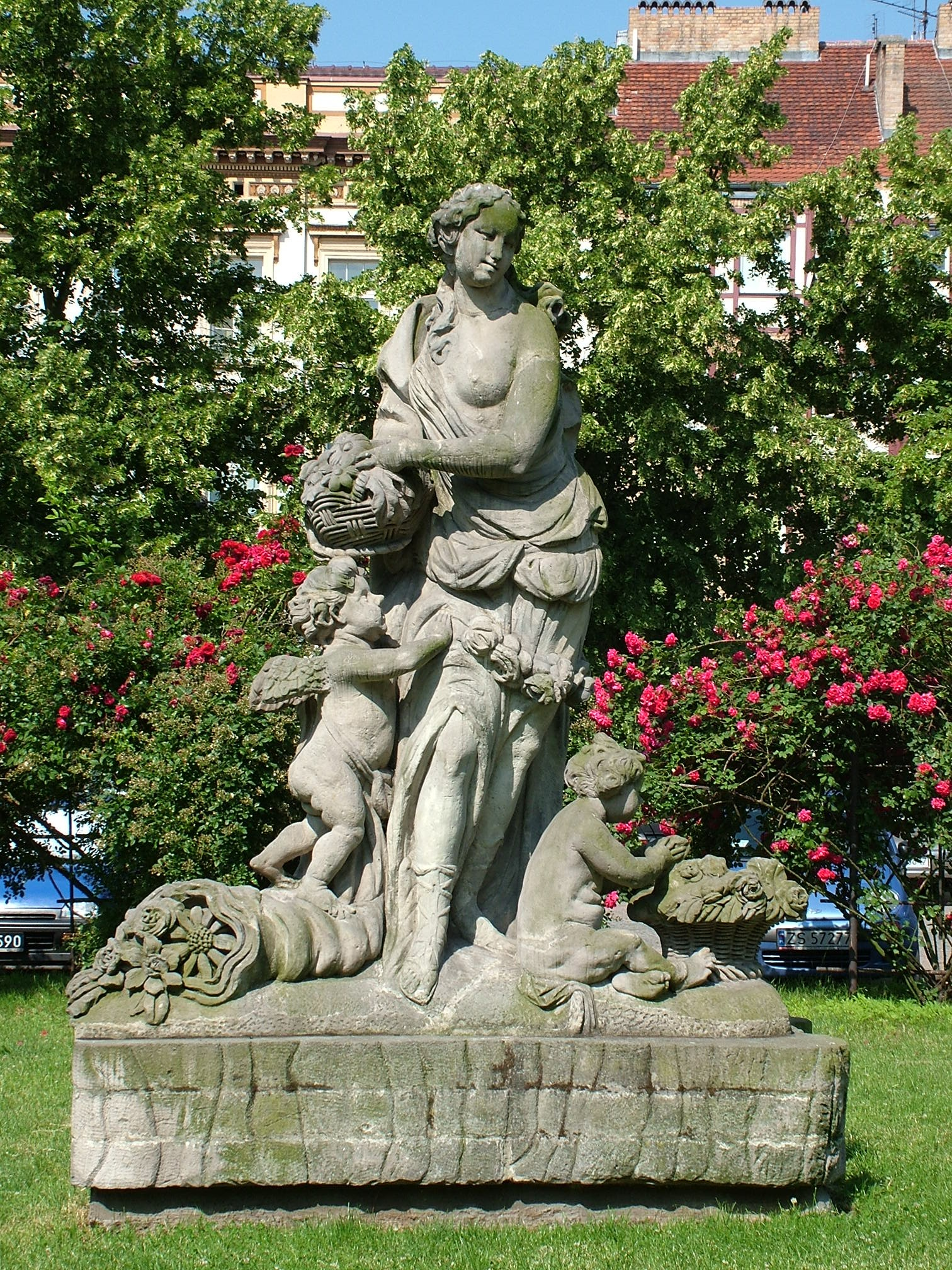
Monumento di Flora a Stettino, Polonia